# امرأة تقرأ رسالة (ميتسو)
امرأة تقرأ رسالة هي لوحة زيتية للفنان الهولندي غبرييل ميتسو رسمها في منتصف عام 1660.